# Hemutställningen 1917

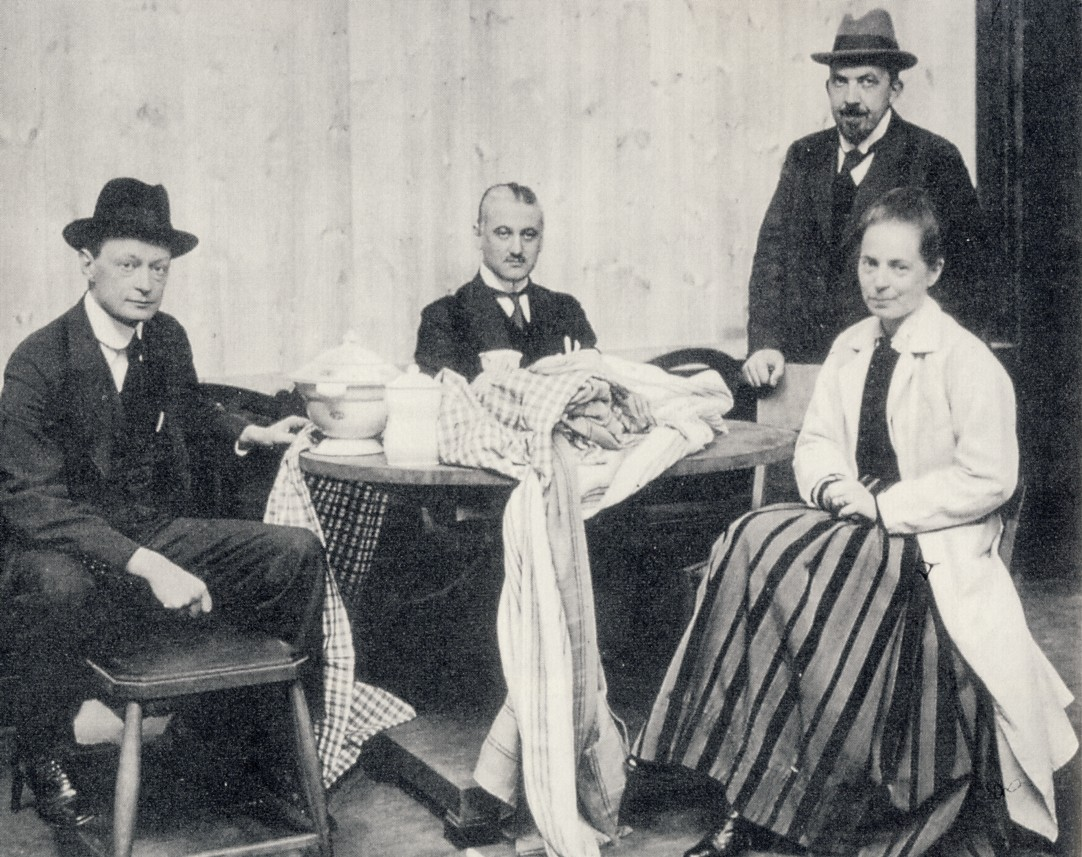
Arbetsutskottet, från vänster: Erik Wettergren, August Nachmanson, David Blomberg och Elsa Gullberg; frånvarande Gregor Paulsson och Yngve Larsson.

Hemutställningen 1917 var en utställning som arrangerades av Svenska Slöjdföreningen (numer Svensk Form) på Liljevalchs konsthall i Stockholm.

## Utställningen

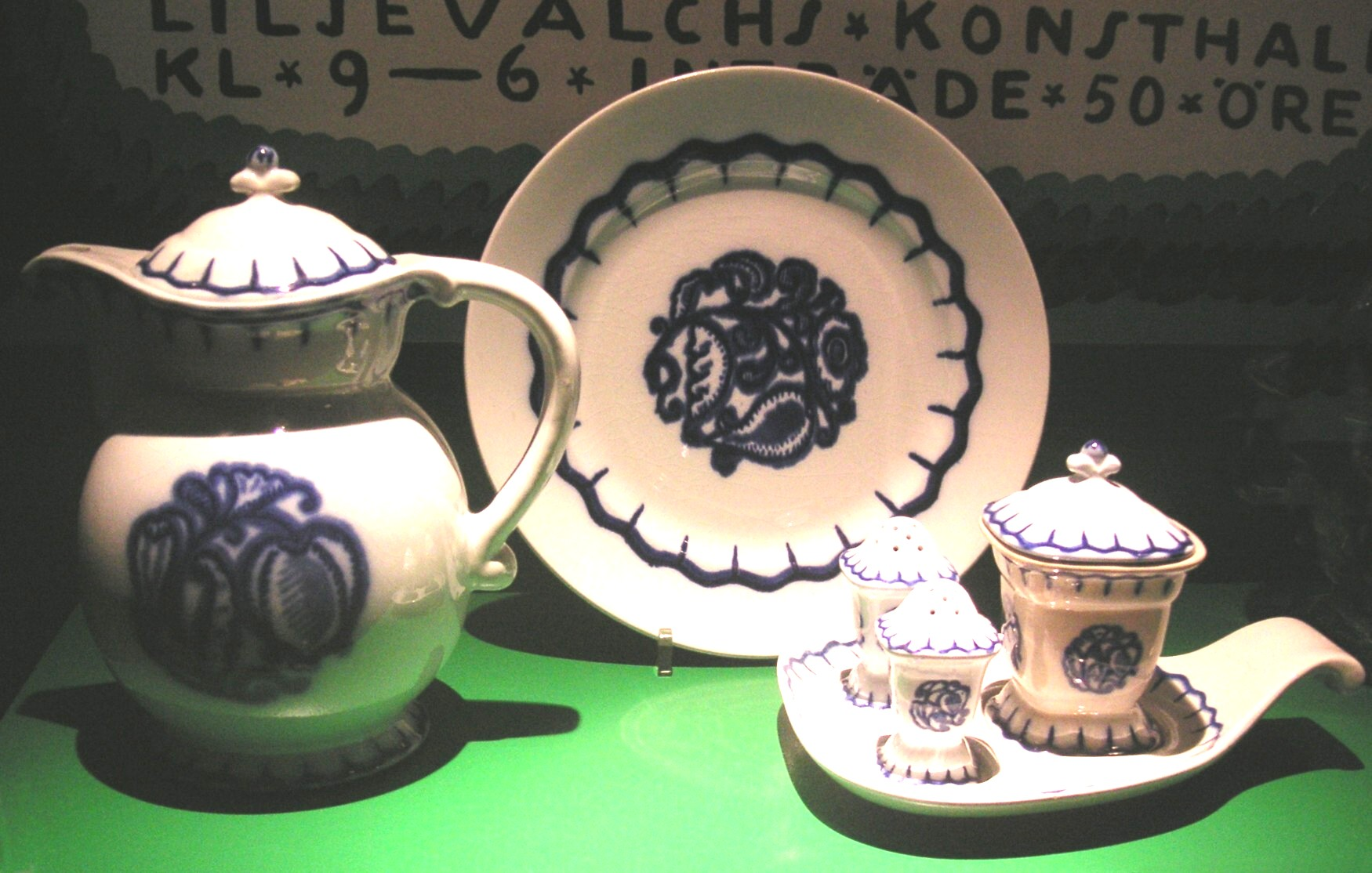
Wilhelm Kåges servis "Liljeblå" presenterades på utställningen.

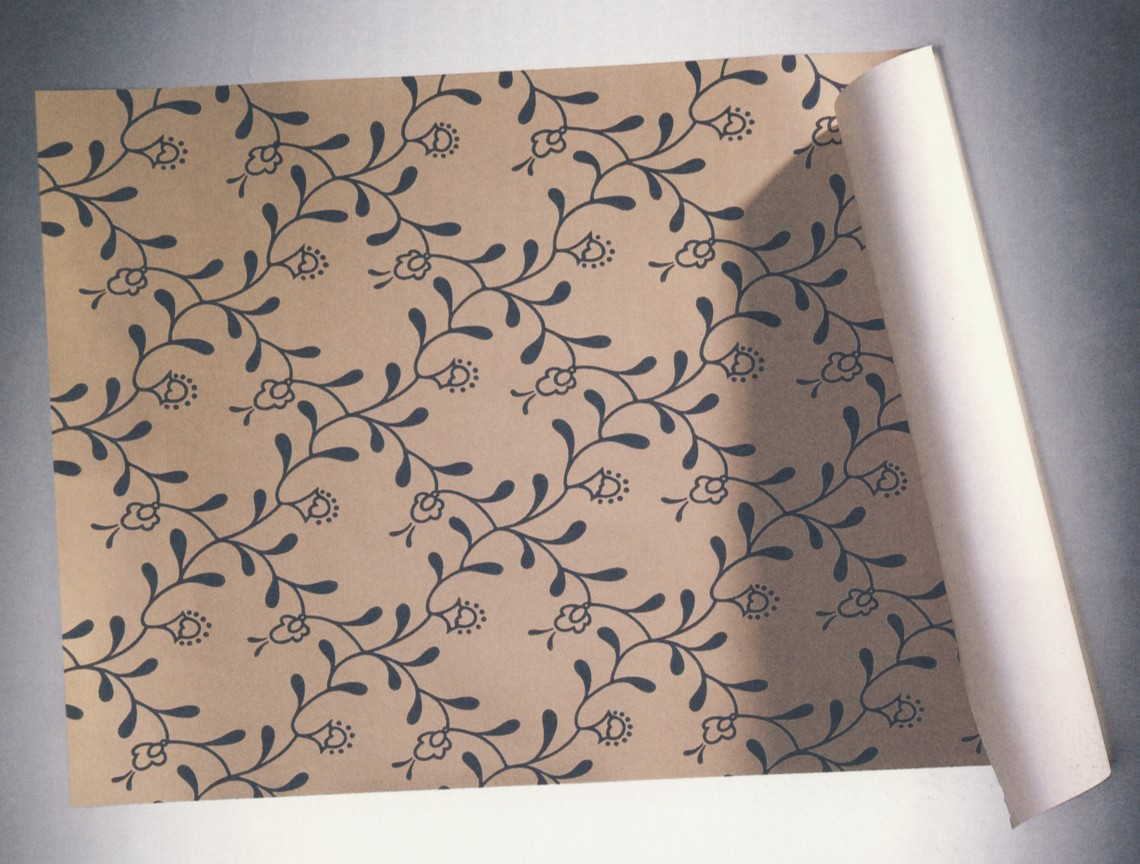
Uno Åhréns tapet "Elsagården".

Utställningen öppnades den 17 oktober 1917. Tanken var att man ville vända sig till arbetarklassen med enkla möbler och husgeråd till ett överkomligt pris, formgivna av kända svenska konstnärer och arkitekter. Utställningen föregicks av en tävling, så att de deltagande formgivarna och företagen i god tid kunde ta fram föremål till utställningen. 
Inredningsarkitekten och möbelformgivaren David Blomberg var kommissarie för och deltog i Hemutställningen på Liljevalchs år 1917. Industriidkaren och finansmannen August Nachmanson var kassadirektör och ledamot av styrelsen för Svenska Slöjdföreningen åren 1916-1931. Utställningens arbetsutskott bestod av ordföranden Erik Wettergren, textilkonstnären Elsa Gullberg, arkitekt Carl Bergsten (som även hade ritat Liljevalchs konsthall), presskommissarie Gregor Paulsson samt sekreteraren Yngve Larsson. I utställningskatalogens programförklaring stod:
| ” | …Öfvertygade om att den svenska publikens smak är bättre an sitt rykte har Svenska Slöjdföreningens ledande krafter genom denna utställning sökt stimulera frambringandet av möbler och typ som kunna lämpa sig för massproduktion, som sålunda har denna prisbillighet men som äro präglade av god smak. | „ |

Utställningen visade 23 fullt möblerade lägenheter utrustade med de nya produkterna. Gunnar Asplunds bostadskök (en ny form av spisrum) fick mycket beröm. Uno Åhrén, som fortfarande gick i Tekniska skolan, fick pris för möbleringen av bland annat ett kök. Han ritade även tapeten “Elsagården”. Carl Malmsten fick pris för sina strama möbler i rödbetsad furu. Wilhelm Kåge ritade utställningsaffischen och visade den så kallade “Arbetarservisen” i ljus blågrå fajans med blå dekor, som fick namnet “Liljeblå”, en kombination av "Liljevalch" och "blå". 
Yngve Larsson förhandsvisade utställningen för pressen. Svenska Dagbladet skrev lyriskt:
| ” | …de förnämt stillsamma utställningssalarna har förvandlats till små trefna rum /…/ rummen har samma mått som de verkliga rummen och där finns allt som måste vara där, till och med skåp och diskbänk… | „ |

Dagens Nyheter tyckte att speciellt Gunnar Asplunds arbetarbaracker - trots den barocka formen - gav en känsla av livfullhet och trevnad som ansågs vara av stor social betydelse. 
Hemutställningen 1917 blev publikmässigt en stor framgång. Man hade räknat med 8 000 besökare, men under de två månaderna som utställningen pågick kom hela 40 000 personer. Arbetarklassen, som man hade vänt sig till, lyste dock med sin frånvaro och visade sig ointresserad. Istället blev  “vardagsvaran” på Hemutställningen ett nytt mode för överklassen.

## Bilder

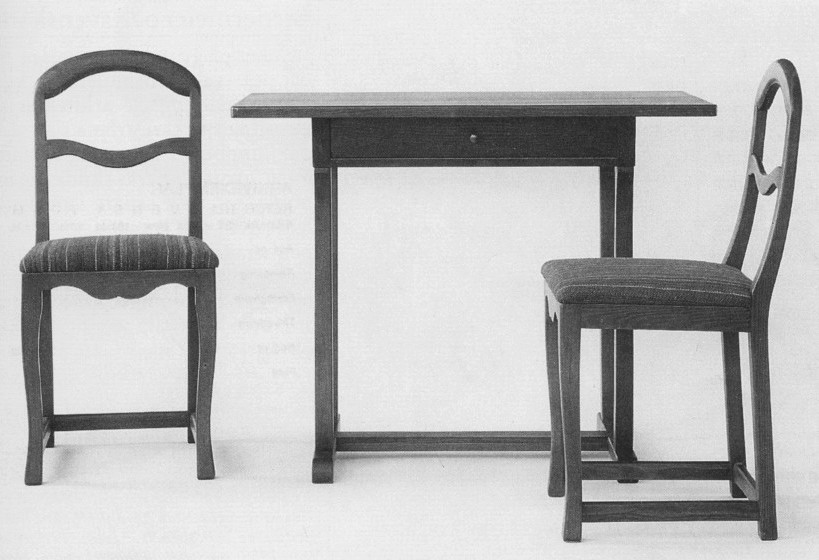
Carl Malmstens möbler i rödbets furu
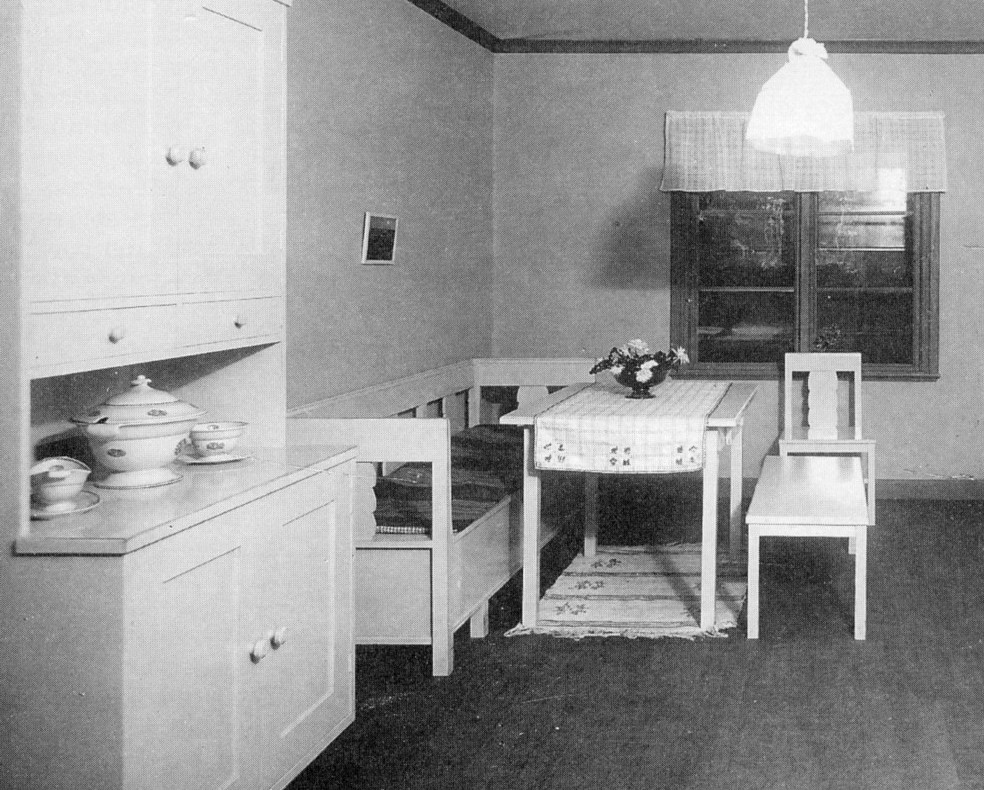
Uno Åhréns köksinredning
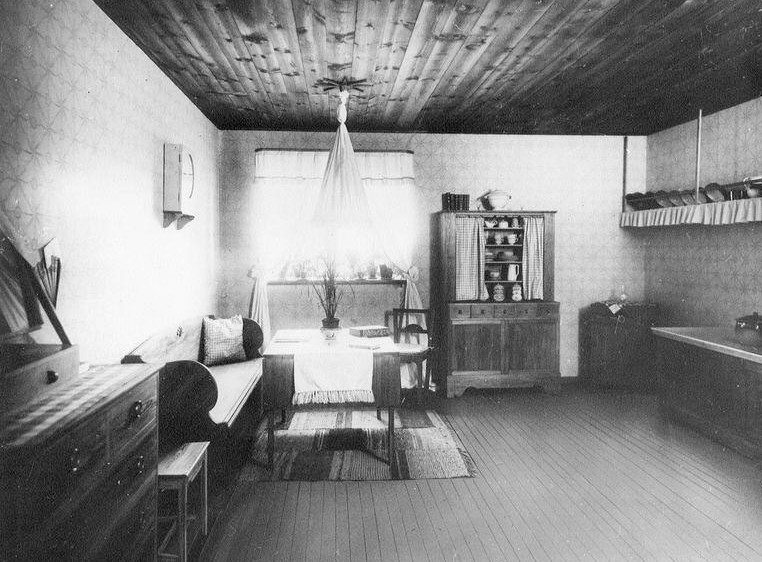
Gunnar Asplunds förslag till "bostadskök".
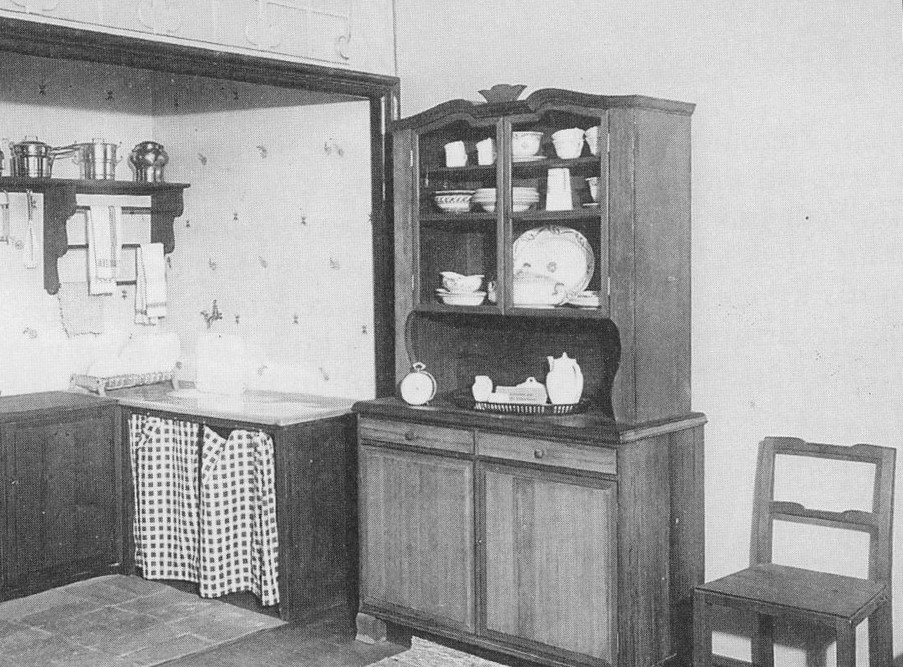
Köksinredning på "Hemutställningen 1917"